# Gustav Hegi
Gustav Hegi, född 13 november 1876 i Rickenbach, död 20 april 1932 i Goldbach, var en schweizisk botaniker.
Gustav Hegi blev filosofie doktor i Zürich 1900, docent i München 1905 och extraordinarie professor där 1910 samt var från 1927 åter bosatt i Schweiz. Han utgav Alpenflora (1905, 7:e upplagan 1930) och Illustrierte Flora von Mittel-Europa 1–7 (13 band, 1906–1931, 2:a upplagan 1–2, 2 band, 1936–1939).